# 安巴尔省
安巴尔省（阿拉伯语：‎）是伊拉克西部的一个省，首府是拉马迪。安巴尔是伊拉克面積最大的省份，与叙利亚、约旦和沙特阿拉伯接壤。安巴尔的名字来源于波斯语‎，意思是“谷仓、货栈”，因为此地曾是通往叙利亚商路上的重要节点。面积138,501平方公里；2011年估計人口1,561,400，幾乎全部都是遜尼派穆斯林。
费卢杰和大部分所谓的“逊尼派三角地带”位于该省之内。在伊拉克战争之后，伊拉克的叛乱在安巴尔省内最为激烈，人民对占领军的敌对状态也特別强烈。安巴尔省内，特别是拉马迪和费卢杰两个城市，以其居民强烈的部落和宗教情节而闻名，甚至前总统薩達姆·海珊的政权都对该地区动荡的天性而保持高度的机警。
2010年1月23日，美國海軍陸戰隊把當地防務交還予伊拉克當局。
2013年12月發生安巴爾衝突。